# San Nicola
A San Nicola (magyarul Szent Miklós) bazilika Bari és az európai kereszténység egyik legjelentősebb egyházi építménye, jelentős búcsújáró hely, nem csak római katolikusok hanem ortodoxok számára is.

## Története
Amikor 1087-ben itáliai tengerészek Myrából, a törökországi szentély szarkofágjából elrabolták Szent Miklós csontjait és Bariba vitték, a város egyike lett Európa legjelentősebb keresztény központjainak. A katolikus és az ortodox keresztények egyaránt szentként tisztelik Miklós püspököt és az ereklyéket. A bazilika 1087-1197 között épült a normannok uralkodása idején, Szent Miklós ereklyéinek megőrzése céljából. A kriptát II. Orbán pápa szentelte fel 1089-ben, a templom felszentelésére 1197-ben került sor Hildesheimi Konrád, császári vikárius jelenlétében. Az első érsek, a közeli bencés kolostor apátja, Illés volt. A 13. században, a 15. században majd a 17. században újították fel. Barokk díszítőelemeit a 20. századi restaurálások során eltávolították.

## Leírása

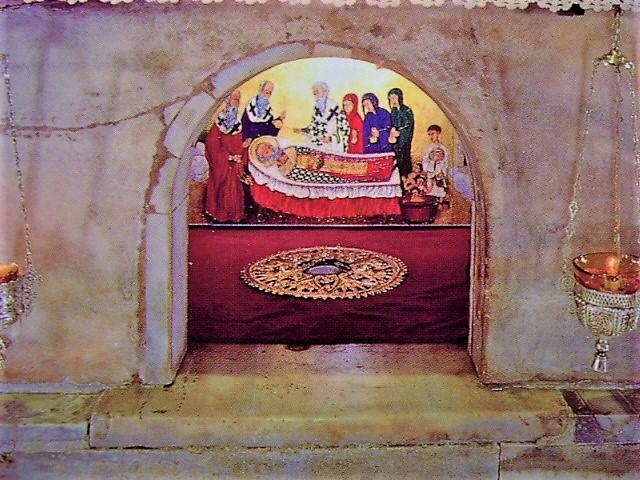
Szent Miklós ereklyéi a bazilikában

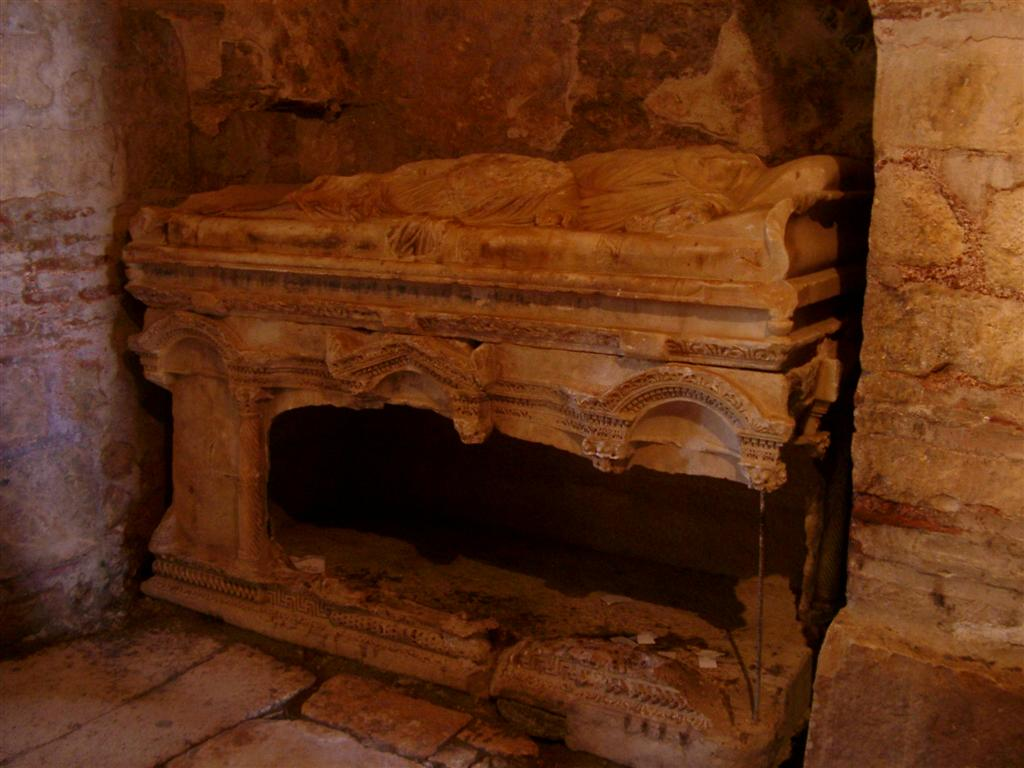
Szent Miklós üres szakofágja a törökországi Myrában

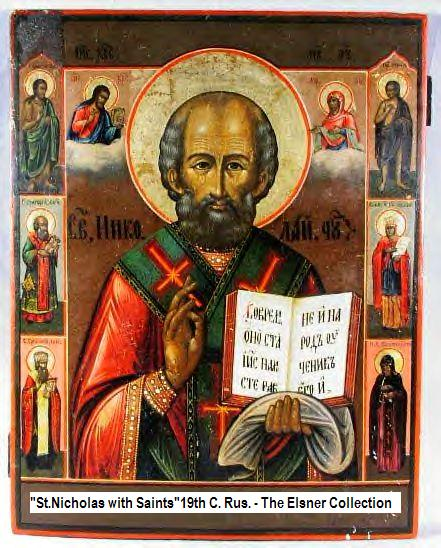
Szent Miklós, ortodox ikon

A bazilika négyszögletű alaprajzú és várhoz hasonló. Homlokzatát két masszív, szintén négyszögletes torony fogja közre. Érdekességei közé tartoznak a 12. századi püspöki trón, valamint az I. Anjou Károly által ajándékozott gyertyatartók. Az óváros északkeleti részén áll, a kikötő közelében. Magyar vonatkozása, hogy itt őriznek egy olyan ereklyetartót, amit még Nagy Lajos király adományozott a templomnak, amikor 1350. május 8-án (miután rövid ostrom után elfoglalta a várost) látogatást tett a templomban, hogy Szent Miklós koporsójánál köszönetet mondjon az Adriai-tengeren való sikeres átkelése miatt.
Illés érsek trónja az egyik legjelentősebb román kori faragott emlék. A kripta és a szentély padlóját értékes mozaikok borítják. A kriptában őrzik Szent Miklós ereklyéit.
A bazilika a román kori építészet egyik legszebb példája, az úgynevezett apuliai romanika egyik kiemelkedő alkotása, amelyre a klasszikus, Európa északi területein jellemző román kori stíluselemek elegyednek a bizánci és arab behatásokkal. Otranto, Molfetta, Troia és Bitonto katedrálisaival együtt szerepel azon helyszínek között, amelyeket világörökségnek javasolnak.